# 闇の絵巻
『闇の絵巻』（やみのえまき）は、梶井基次郎の短編小説。夜更けの渓沿いの暗い街道を歩いていく感情と空想を絵巻物のように綴った作品。「闇」を愛することを覚えた山間の療養地の暗闇を回想しながら、不安と安息の交錯する闇の風景を研ぎ澄まされた視覚・聴覚・嗅覚を駆使して描き出した短編である。擱筆の約3年前に伊豆湯ヶ島で毎日のように通った川端康成の宿からの帰り道を題材にしている。初出掲載時に文壇で公に認められた最初の梶井文学でもある。

## 発表経過
1930年（昭和5年）9月22日発行の同人誌『詩・現実』第二冊に掲載された。その後、基次郎の死の前年の1931年（昭和6年）5月15日に武蔵野書院より刊行の作品集『檸檬』に収録された。同書には他に17編の短編が収録されている。
翻訳版は、Robert Allan Ulmer、Stephen Dodd訳による英語（英題：The Scroll of Darkness またはScroll of Darkness）で出版されている。

## あらすじ
「私」は、或る有名な強盗犯が、1本の棒さえあればそれを突き出しながら暗闇でも盲滅法に走れると逮捕時に豪語したのを新聞で読み、その話に爽快な戦慄を覚えて「闇」について思いをめぐらす。
われわれ人間は何も見えない真っ暗な闇の中では、不安や恐怖により摺り足で進むしかなく、先へ敢然と踏み出すには、悪魔を呼び寄せ裸足で薊を踏んづけるような「絶望への情熱」がなくてはならないが、しかしその一方で、もしその意志を捨ててしまうなら、闇はわれわれを深い安堵で包み込み、電燈の下では味わえない安息をもたらすと「私」は語る。
「私」は、「巨大な闇」と一如になってしまったような自身の今の感情の意味を考えながら、闇を愛することを覚えた山間の療養地での真っ暗な風景を回想する……。そこは金色の兎がいるかのように見える昼間の枯萱山が、夜になると黒々とした畏怖に変化する地帯であった。
その地で「私」はある時、岬の港町行きの乗合自動車に乗ってわざと峠で降りて自分を遺棄し、深い渓谷が薄暮から闇に沈んでいく風景をじっと待った。「地球の骨」のように見えて来る黒い山々の屋根は、「おい、何時まで俺達はこんなことをしていなきゃならないんだ」と、「私」が居るのも知らずに話し出した。
「私」がいた旅館から渓沿いの下流に1軒の旅館があった。そこから「私」の宿泊旅館まで帰っていく闇の街道は3、4町（400メートル）くらいの距離で、その間の電燈の数は少なかった。旅館をすぐ出た最初の電燈の真下の柱には、いつも青蛙が1匹ピタっと身をよせ、「私」は立ち止まりそれを眺めた。
少し先に行った橋に立つと、上流方向の黒々とした山の中腹に遠く見える1個の電燈の光が、バァーンとシンバルの音のようで「私」はなんとなく恐怖を感じるのが常だった。渓の岸の杉林にある1軒の炭焼小屋からは樹脂臭い白い煙が闇に立ち上っていることもあった。
橋を渡りきると、左は渓の崖、右は山の崖の暗い登り道で、行く手に見える或る旅館の裏門の電燈まで「私」は息切れで立ち止まりながら進んだ。そこから右へ曲がる街道の渓沿いに巨大な椎の木があり、見上げた「私」は大きな洞窟にいるように感じ、奥にいる梟の声を耳にする。道の傍らの小字から射す光が、道の上を覆う竹藪をほの白く光らせていた。
切り立った崖を曲がり、突如として広い展望の闇の風景の中へ出ると、「私」の心にも新たな決意が生れ来るようで、「秘やかな情熱」が静かに「私」を満たし始める。その大きな闇の途中には1軒だけ人家があり、そこだけ街道が少し明るくなっていた。
ある夜は、自分と同じように前を1人の男が提灯なしで歩いているのが、その人家の光により突然と「私」に了解された。やがて男は明るみを背にして前方の闇の中へ消えていった。それは、同様の順序で闇に消えていく自分自身の姿を「私」に想起させ、異様な感動をもって「私」はその姿を眺めた。
その人家の前を過ぎ、左の渓の彼方の夜空を這う爬虫類の背のような山脈と、行く手を黒々と包む杉林のパノラマ、右からも杉山の切り立った崖の真っ暗闇の道に来ると「私」の不安は次第に高まった。そしてそれが極点に達した刹那、突然「ごおっ」という激しい瀬音が「私」に迫り来る。
その凄まじい流れの音は、大工や左官たちが渓の中で不思議な酒盛をして笑っているように「ワッハッハ、ワッハッハ」と聞えるときもあり、混乱する「私」の心は捩じ切れそうになる。だがその途端、行く手に1個の電燈がパッと視界に入り、闇はそこで終る。
その電燈が崖の曲り角となり、そこを曲がった所に「私」の旅館はある。安堵の気持で「私」は最後の道を進んだ。しかし霧の深い夜には、電燈も遠くに霞んだように見え、「私」はどこまで行ってもそこへ辿り着けないような不安な、不思議な遠い遠い気持になった。
この闇の風景を、「私」は滞在中に何度も歩いて、いつも同じような空想を繰り返したために、闇の街道や、闇より暗い樹木の美しい姿は「私」の心に刻みつけられた。今は都会にいる「私」は、それらの闇の風景を思い浮かべる度、どこに行っても電燈の光だらけの都会の夜を薄汚く思わずにはいられなかった。

## 登場人物
私
山間の療養地で長く過ごしていた経験がある。「身を噛むような孤独」を味わったその地で、好んで闇の中へ出かけた。そこで体感した闇の風景で、闇を愛することを覚えた。その風景を今もなお「新しい印象」で思い出している。梶井基次郎本人。
※回想部
男
ある夜に「私」と同じように提灯なしで街道を歩いていた男。この人物の挿話は『蒼穹』でも描かれている。

## 作品背景
※梶井基次郎の作品や随筆・書簡内からの文章の引用は〈　〉にしています（論者や評者の論文からの引用部との区別のため）。

### 湯ヶ島での体験

#### 闇の街道
『闇の絵巻』の執筆からさかのぼること3年前、梶井基次郎は転地療養のため1926年（昭和元年）の大晦日に伊豆湯ヶ島を訪れ、「湯本館」に滞在中の川端康成の紹介で1927年（昭和2年）元旦から比較的低価格で長期滞在可能な「湯川屋」に宿泊することになった（詳細は梶井基次郎#伊豆湯ヶ島へ――『青空』廃刊を参照）。
世古の滝の「湯川屋」は狩野川の支流・猫越川の崖沿いにあり、そこから下流に位置する場所に、川端の宿泊していた「湯本館」はあった。川端の『伊豆の踊子』刊行の校正を手伝っていた基次郎は毎日のように「湯本館」を訪ねては、囲碁などを教わり、夜になると自分の宿の「湯本屋」までの渓沿いの夜道を帰っていった。
「湯本館」を出て、上り道の街道を川に向って行くと本谷川（狩野川）を渡る西平橋があり、橋よりやや下流方向の対岸に炭焼き小屋があった。西平橋を渡り終えると、街道は渓沿いの道になり、左に渓の崖、右は山の崖になっている。途中にあるもう1軒の旅館の裏門は「落合楼」で、基次郎が1926年（昭和元年）の大晦日に1泊だけした宿である。
「落合楼」の少し先は道が右に急カーブしていて、大きな椎の木があった。そのカーブのところにある小字は、大きな農家が点在している「新宿（あらじゅく）」という集落になっていて、竹藪の中には、基次郎が石をなげて実に当った柚子の木があった。
そこから広い展望となり、〈渓の向うを夜空を劃つて爬虫の背のやうな屋根が蜿蜒と匍つてゐる〉と表現されている山脈は枯萱山である。街道沿いの1軒の人家を過ぎた杉林の道は昼間でも暗く、そこをしばらく行くと本谷川と支流・猫越川の合流地点の激しい瀬音が、左手の杉林の切れ目から聞こえてくる地帯となる。ここから先に方に「湯川屋」の電燈が見える曲り角がある。
この間の道の距離は、完成稿では〈三、四町〉（400メートル）と書かれているが、実測値では900メートル余りあり、草稿の第1稿で書かれている〈七八丁〉の方が実際の距離に近い。今日では当時よりも道幅が広がり舗装されてはいるが、旅館以外は人家がまばらな様子は2010年（平成22年）時点であまり変化していない。1958年（昭和33年）の狩野川台風により猫越川のあたりの地形が一部変わってしまったところはあるという。

#### 天城越え
『闇の絵巻』の作中で、〈岬の港町へゆく自動車に乗つて、わざと薄暮の峠へ私自身を遺棄された〉とあるが、これは『冬の蠅』の第2章でも描かれている〈私は腑甲斐ない一人の私を、人里離れた山中へ遺棄してしまつた〉という峠越えの挿話と同じ体験と見られている。この頃、基次郎は〈僕は身体がわるく、食ふことも考へたり、これからの芸術のことを考へたりしてゐると芥川ではないが漠然とした不安を感じる〉と、7月に自殺した芥川龍之介の遺書「或旧友へ送る手記」に重ねて将来の様々なことを案じていた。
1927年（昭和2年）11月初め頃、基次郎は1人で天城トンネルへ紅葉と鹿を見に行っており、〈大渓谷が闇に鎖される〉風景を見ながら湯ヶ野まで歩き、そこで1泊し、翌日には、下田港、蓮台寺、河内村（現・稲生沢村）まで廻って、そこから乗合自動車（路線バス）で滞在地の湯ヶ島まで戻っている。この無理な〈闇の天城越〉で基次郎は体調を悪化させてしまった。
これと類似する突発的な旅もあり、1928年（昭和3年）3月頃に湯ヶ島に再び湯治に来た藤沢桓夫と一緒に、ふらりと散歩の途中で路線バスに乗り、一旦湯ヶ野温泉で降りて宿で休息してから（藤沢が女の乗客の香水で気分が悪くなったため）、またバスで下田まで行って式守旅館に1泊し、翌日は下賀茂温泉まで10キロ歩いて、帰りはバスで湯ヶ島まで直行して戻ったこともあった。この間に湯ヶ島の村中が大騒ぎになり、「湯川屋」は、行方不明となった基次郎の捜索願を出した。

### 闇の主題
湯ヶ島温泉滞在中の様々な体験は、『蒼穹』、『筧の話』、『器楽的幻覚』、『櫻の樹の下には』、『冬の蠅』、『交尾』などに生かされているが、結核の病状が思うように回復しない中、将来に不安を抱いていた基次郎はその地で〈闇〉を主題とする草稿「闇への書」を書いた（詳細は蒼穹 (小説)#作品背景を参照）。
その「闇への書」の第1話は『蒼穹』となるが、その第1話の末尾には横書きでProgramとして、〈暗のなかを木立へ歩いた話.　毒草を喰ふかあざみを踏みつける方がいゝ〉、〈しまひの方は湯本館より湯川屋までの道程を段々云ふ〉という記述もあり、1927年（昭和2年）の10月頃には『闇の絵巻』の要素となるメモがすでに書かれていた。
さらに、『冬の日』や『ある崖上の感情』の草稿が記された1927年（昭和2年）のノートにも、『闇の絵巻』の第1稿のまとまった草稿がある。この第1稿では、道中で〈人影〉とすれ違い、「こんばんは」と声をかけられ、〈村人の温かい心を感じる〉場面がある。
また、1928年（昭和3年）12月8日に書かれた日記には、〈何もせず、小説をかかうとしたが、（街道、暗） シィチュエイションを作るのが面倒で、それでも作ることは作つたが気のりがせず、こんなものに小説的構図をしやうといふ程気のりのしないことはないからである〉という記述もあり、同年の『冬の蠅』の峠越えの闇の草稿の中にも『闇の絵巻』のメモと見られる断片もある（［ある夜私は］のところ）。
同じノートの1929年（昭和4年）には、ボードレールの『巴里の憂鬱』の「貧者の眼」「常に酔へ」「お菓子」の英訳が間に挟まれた第2稿のまとまった草稿があり、淀野隆三への書簡の中で、〈材料は昔の材料だ。湯本館から湯川屋までの夜の暗の路を丹念に書かうとしてゐるのだ。闇の風景が書けたらいいので、それだけのものだけに非常に書き難いのだ〉と報告された時は、この第2稿に取り組んでいた。
第2稿の冒頭では、〈私は人間の心といふものはその環境の影響［に］から非常に支配される［もの］ことを知つてゐた〉と書かれ、以下のように〈貧しい小説家〉の〈私〉が語り部であることが明記されている。
1930年（昭和5年）3月には、『のんきな患者』の構想と共に、あまりはかどらなかったが『闇の絵巻』の本稿の執筆に取りかかっていた。

### 発熱中の本稿
『愛撫』を書き終わった後、1930年（昭和5年）5月に弟の勇が結婚し、基次郎は母・ヒサと共に大阪市住吉区王子町2丁目44番地（現・阿倍野区王子町2丁目14番地12号）の実家から、兵庫県川辺郡伊丹町堀越町26（現・伊丹市清水町2丁目）の兄・謙一（エンジニア）の家に移住した。そこはまだ田舎の自然風景が残る地域であった。基次郎は縁側に寝椅子を出して横になり、雲の移り変わりを眺める時間を持った。その雲の風景は3年前の湯ヶ島を思わせるものでもあった。
雑誌『青空』の創刊同人だった稲森宗太郎が同年の5月に亡くなったことを知った基次郎は、〈稲森が死んだ知らせにはおどろいた。どんな病気で死んだのか知らないが、僕は僕の死後のことなど考へて淋しい気もする〉と記しているが、この頃、兄の同級だった大道俊英（大阪朝日新聞記者）が無線の話を聞きに訪れ、2階にいた基次郎の顔に死相が表われているため驚き、おもわず「どうしたんだ」と声をかけた。
発熱の症状が続き、兄の狭い家から7月に大阪の実家に一旦帰った基次郎は、湯ヶ島時代から温めていた〈闇〉の街道の主題の本稿執筆に集中した。夏の暑さで赤ん坊か老人のように汗疹にも時々悩まされた。原稿依頼されていた『詩・現実』第2冊の締め切りまでに間に合いそうもなく一度はあきらめかけたが、8月13日に出来上がった原稿は新婚の弟・勇がオートバイで大阪中央郵便局まで届け、ぎりぎりで間に合った。
長い結核との闘病の果て、以前は死を意味する〈闇〉をおもに絶望や恐怖として捉えていたが、やがて自身の死が刻々と面前に迫るに従い、その湯ヶ島の〈闇〉は変化し、〈安息〉という一種の諦念のような気持、あるいは悟りの境地に似た思いを交えて回想され、『闇の絵巻』の作品が仕上がっていった。
兄・謙一の家に再び戻った基次郎は、甥っ子たちが取って来た蜘蛛を軒端に放ち、縁側で蜘蛛の巣の張り方や喧嘩をする生態を眺めて観察し、シューベルトの楽譜を一心に読み耽ける日々を送った。見舞いに来た友人・辻野久憲は、基次郎の冷静な科学者的な目と詩人的な感受性の融合の秘密に触れた気がした。この頃の基次郎は栄養を摂っても痩せていた。

### 冒頭の時事ネタ
『闇の絵巻』の導入部で語られている強盗犯の挿話は、実際に起きていた事件の犯人の言から採用されている。この強盗犯は、1929年（昭和4年）2月23日に逮捕された西巣鴨の左官業・妻木松吉で、その犯行は未遂も含めて100軒を超えていた。
1926年（大正15年）から東京で頻発していたこの強盗事件は、犯人が家人に、「泥棒除けに犬を飼え」「戸締りを厳重にしろ」などと言い残していたために、「説教強盗」と呼ばれて流行語にもなっていた。
この2年前の湯ヶ島滞在の時から新聞を丹念に読む習慣が身についていた基次郎は、『闇の絵巻』執筆当時にも、この時事ニュースを読んでいた。

## エピソード
この『闇の絵巻』で描かれている闇の街道を、基次郎と歩いたことのある三好達治は、ある時に基次郎が一緒にその道を歩きながら、以下のようなお伽噺（怪談）を聞かせてくれたことがあるという。その出来の良さや手際の良さを称揚した三好だったが、後からそのお伽噺を振り返って『闇の絵巻』を読むと、「山間で病を養つてゐた彼の苦悩がしみじみと思ひやられて痛ましい」と語っている。

## 作品評価・研究
※梶井基次郎の作品や随筆・書簡内からの文章の引用は〈　〉にしています（論者や評者の論文からの引用部との区別のため）。
『闇の絵巻』は、初出掲載時に新聞の文芸時評で高評され、基次郎の作品が公に文壇で認められた最初の作品といえるものである。三好達治からも、「天下の人が如何様に申そうともこの一編の名作なることは小生が太鼓判を押す」と励まされていたため、基次郎にとって自信と安心を得た作品でもある。文学史的にも評価が高い作品で、名作短編としてしばしばアンソロジーで取り上げられている。
川端康成は新聞欄の文芸時評において、舟橋聖一の『海のほくろ』や堀辰雄の『窓』、吉行エイスケの『新種族ノラ』の作品を論じた後、基次郎の『闇の絵巻』を取り上げ高評価している。
大谷晃一は、前方の闇に消えていく1人の男の描写に触れ、この闇は「死」を意味しているとして、「その風景は死んで行く人間そのものの姿」を表現していると解説している。また、『闇の絵巻』が闘病の苦しみの中で書かれながらも、それは絶望そのものではなく、基次郎が「ゆとり」を持って回想しているとして、「悟りの境地を見つけたかのよう」に眺め描かれていると考察している。
菱山修三は、この男が登場する箇所で語り手が、〈自分も暫らくすればあの男のやうに闇のなかへ消えてゆくのだ。誰かがここに立つて見てゐればやはりあんな風に消えてゆくのであらう〉という感慨を抱いていることについて、以下のように論じている。
佐々木基一は、「梶井のイメージの局限の形」を『闇の絵巻』にみることができるとし、「闇のなかで、彼の感受性は全開して、すべてを自らのうちに吸収し尽くそうとする」という特性を論じながら、「これほど闇の造型に熱中した作家、詩人が、かつてあったろうか」と述べ、『闇の絵巻』の冒頭部で語られる〈裸足で薊を踏んづける〉という〈絶望への情熱〉を美しいと評して、「梶井基次郎はたしかに、一匹の悪魔を背中に背負った作家であったにちがいない」としている。
鈴木二三雄は、湯ヶ島時代に眠れぬ夜を過ごし自殺まで考えていた基次郎の〈絶望への情熱〉を昇華させた「その結晶度の最高を示すもの」、「梶井文学の華麗な金字塔というべき傑作」と『闇の絵巻』を高評し、基次郎が3年前の湯ヶ島からの〈絶望への情熱〉を脱却し、「冷静な境地において過去の感動を昇華し凝縮して，絢欄たる絵巻となした」作品だと考察している。
鈴木沙那美は、『闇の絵巻』において基次郎が、「闇に身をまかせ、闇の溶け入ろうとする濁りのない情念を、闇の道を歩いていくときの透明な緊張感を、回想する形式の下にゆったりとした語り口で」綴っていると解説している。
柏倉康夫は、『闇の絵巻』で「梶井の闇の体験」が「不安と安息のあいだを振れ動く」とし、電燈の光をシンバルの音に喩え、石をぶつけ〈芳烈な柚の匂ひ〉を嗅ぐなど、語り手が「暗闇のなかで研ぎ澄まされた視覚、聴覚、嗅覚を総動員して闇の実態をつかもうと」していると解説している。また、基次郎が実際の湯ヶ島の街道の距離を約半分の長さに縮めたことで、「闇の中の灯りや瀬音や匂い、それらに連れて変化する心の状態を、緊迫感をもって描いた」と評している。
そして柏倉は、『蒼穹』でも描かれている光から闇に消えていく前景の男の挿話に対する語り手（基次郎）の心境の微妙な差異に触れて、〈深い悲しみに似た感情が私を突刺した〉、〈彼の肉体が喪失してしまつたのではないか〉と記されている草稿の第1稿では、〈闇〉は「死と同義語」として捉えられ、語り手が「この光景から死を予感している」とし、そこから〈云ひ知れぬ恐怖と情熱を覚えた〉となる『蒼穹』本文では、「自己の消滅から恐怖とともにある種の情熱を感じている」と解説しながら、『闇の絵巻』ではそれが、〈一種異様な感動〉となることを、「この感情には一種の諦念がこめられており、それは安らぎに通じるものである」と考察している。
横山明弘は、『冬の蝿』や『蒼穹』では、〈絶望に駆られた情熱〉〈闇への情熱〉が主題となっているのに比し、『闇の絵巻』ではそれが退いているが、『冬の蝿』や『蒼穹』の〈死〉や〈絶望〉、〈不安〉や〈恐怖〉の感情はまだ払拭されてはいないとし、〈安堵〉や〈安息〉との間を交錯しているものと考察している。
飯島正や浅野晃は、『城のある町にて』の描写法と同様に、『闇の絵巻』にも映画的なカメラアングル（角度を変えて移動、ズームで近づく）が見られると評している。
五十嵐誠毅は、黒々とした山の中腹にある電燈の閃光に対して感じた視覚的な〈恐怖〉の印象を、聴覚的な比喩で表現している〈バアーンとシンバルを叩いたやうな〉という箇所について、「共感覚的な換位性」と呼んで解説している。

## おもな収録刊行本

### 単行本
- 『檸檬』（武蔵野書院、1931年5月15日） 
  - 題字：梶井基次郎。四六判。厚紙装。機械函。総271頁
  - 収録作品：「檸檬」「城のある町にて」「泥濘」「路上」「過去」「雪後」「ある心の風景」「Kの昇天―或はKの溺死」「冬の日」「櫻の樹の下には」「器楽的幻覚」「筧の話」「蒼穹」「冬の蠅」「ある崖上の感情」「愛撫」「闇の絵巻」「交尾」
- 『檸檬 梶井基次郎創作集』（武蔵野書院・稲光堂書店、1933年12月1日） 
  - 四六判。ボール紙函。総271頁
  - 収録作品：「檸檬」「城のある町にて」「泥濘」「路上」「過去」「雪後」「ある心の風景」「Kの昇天」「冬の日」「櫻の樹の下には」「器楽的幻覚」「筧の話」「蒼穹」「冬の蝿」「ある崖上の感情」「愛撫」「闇の絵巻」「交尾」
- 『城のある町にて』〈創元選書33〉（創元社、1939年11月29日） 
  - 編集・あとがき：三好達治。四六判。薄紙装。紙カバー。総304頁
  - 収録作品：「檸檬」「城のある町にて」「泥濘」「路上」「過去」「雪後」「ある心の風景」「Kの昇天」「冬の日」「櫻の樹の下には」「器楽的幻覚」「蒼穹」「筧の話」「冬の蝿」「ある崖上の感情」「愛撫」「闇の絵巻」「交尾」「のんきな患者」
- 『檸檬』（十字屋書店、1940年12月20日）
  - 四六判。厚紙装。紙カバー。総271頁
  - 収録作品：「檸檬」「城のある町にて」「泥濘」「路上」「過去」「雪後」「ある心の風景」「Kの昇天」「冬の日」「櫻の樹の下には」「器楽的幻覚」「筧の話」「蒼穹」「冬の蝿」「ある崖上の感情」「愛撫」「闇の絵巻」「交尾」
- 『梶井基次郎集』（新潮文庫、1950年11月25日。改版1967年12月10日、2003年10月30日）ISBN 978-4101096018
  - カバー装幀：船坂芳助。A6判。仮製本。紙カバー
  - 解説：淀野隆三
  - 収録作品：「檸檬」「城のある町にて」「泥濘」「路上」「橡の花」「過古」「雪後」「ある心の風景」「Kの昇天」「冬の日」「桜の樹の下には」「器楽的幻覚」「蒼穹」「筧の話」「冬の蝿」「ある崖上の感情」「愛撫」「闇の絵巻」「交尾」「のんきな患者」
  - ※1967年12月の改版より『檸檬』と改題。
- 『檸檬・冬の日 他九篇』（岩波文庫、1954年4月25日。改版1985年6月）ISBN 978-4003108710
  - 装幀：精興社。A6判。仮製本。紙カバー
  - 解説：佐々木基一。淀野隆三「本書の校訂について」。略年譜。
  - 収録作品：「檸檬」「城のある町にて」「ある心の風景」「冬の日」「筧の話」「冬の蝿」「闇の絵巻」「交尾」「のんきな患者」「瀬山の話」「温泉」
- 『檸檬・ある心の風景 他二十篇』（旺文社文庫、1972年12月10日） ISBN 978-4010611241
  - 挿絵：石岡瑛子。A6判。仮製本。カバー
  - 解説：石川弘。付録：坂上弘「季節感について」。平林英子「思い出は遙かに」
  - 収録作品：「檸檬」「城のある町にて」「泥濘」「路上」「過古」「雪後」「ある心の風景」「Kの昇天」「冬の日」「蒼穹」「筧の話」「冬の蝿」「ある崖上の感情」「櫻の樹の下には」「愛撫」「闇の絵巻」「交尾」「のんきな患者」「闇の書」「海」「温泉」
- 復刻版『檸檬』（日本近代文学館、1974年9月20日）
  - ※ 精選名著複刻全集シリーズ。収録作品は初版と同じ。
- 『ザ・基次郎――梶井基次郎全作品全一冊』（第三書館、1985年10月15日） ISBN 978-4807485109
  - 菊判。仮装本
  - 収録作品：
    - 〔小説〕：「檸檬」「城のある町にて」「泥濘」「路上」「橡の花」「過古」「雪後」「ある心の風景」「Kの昇天」「冬の日」「桜の樹の下には」「器楽的幻覚」「蒼穹」「筧の話」「冬の蝿」「ある崖上の感情」「愛撫」「闇の絵巻」「交尾」「のんきな患者」
    - 〔遺稿・習作〕：「母親」「奎吉」「矛盾の樣な真実」「『檸檬』を挿話とする断片」「夕凪橋の狸」「太郎と街」「瀬山の話」「犬を売る露店」「雪の日」「家」「栗鼠は籠にはいつてゐる」「闇への書」「闇の書」「雲」「奇妙な手品師」「猫」「琴を持つた乞食と舞踏人形」「海」「籔熊亭」「温泉」「貧しい生活より」「不幸」「卑怯者」「大蒜」「鼠」「カッフェー・ラーヴェン」「瀬戸内海の夜」「汽車」「凧」「河岸」「攀じ登る男」「薬」「交尾」「詩」「彷徨」「帰宅前後」「小さき良心」「裸像を盗む男」
    - 〔批評・感想〕：「青空同人印象記」「川端康成第四短篇集「心中」を主題とせるヴァリエイション」「六号記」「『新潮』十月新人号小説評」「『青空語』への感想」「『亞』の回想」「『戦旗』『文藝戦線』七月号創作評」「『青空』のことなど」「詩集『戦争』」「『親近』と『拒絶』」
    - 〔日記、書簡〕：日記、書簡
- 英文版『The youth of things : life and death in the age of Kajii Motojirō』（University of Hawaii Pres、2014年2月） ISBN 978-0824838409
  - 翻訳：Stephen Dodd
  - 収録作品：檸檬（Lemon）、泥濘（Mire）、路上（On the Road）、過古（The past）、雪後（After the Snow）、ある心の風景（Landscapes of the Heart）、Kの昇天（The Ascension of K, or K's Drowning）、冬の日（Winter Days）、櫻の樹の下には（Under the Cherry Trees）、器楽的幻覚（Instrumental Illusions）、筧の話（The Story of the Bamboo Pipe）、蒼穹（Blue Sky）、冬の蝿（Winter Flies）、ある崖上の感情（Certain Feelings on a Cliff Top）、愛撫（Caress）、闇の絵巻（Scroll of Darkness）、交尾（Mating）、のんきな患者（The Carefree Patient）

### 全集
- 『梶井基次郎全集上巻』（六蜂書房、1934年3月24日） - 限定500部
  - 装幀：清水蓼作。染色者：梅原勝次郎。菊判変型厚・紙装。紙函。口絵写真：梶井基次郎（大正13年3月）、梶井基次郎筆蹟「温泉」原稿
  - 付録：淀野隆三・中谷孝雄「編集者の詞」
  - 収録作品：「母親」「奎吉」「矛盾の樣な真実」「『檸檬』を挿話とする断片」「夕凪橋の狸」「太郎と街」「瀬山の話」「犬を売る露店」「檸檬」「城のある町にて」「泥濘」「路上」「雪の日」「橡の花」「家」「過去」「雪後」「ある心の風景」「Kの昇天―或はKの溺死」「冬の日」「栗鼠は籠にはいつてゐる」「櫻の樹の下には」「器楽的幻覚」「闇への書」「蒼穹」「筧の話」「雲」「冬の蝿」「奇妙な手品師」「ある崖上の感情」「猫」「愛撫」「闇の絵巻」「琴を持つた乞食と舞踏人形」「海」「交尾」「籔熊亭」「のんきな患者」「温泉」
- 『梶井基次郎全集全1巻』（ちくま文庫、1986年8月26日）ISBN 978-4480020727
  - 装幀：安野光雅。A6判。仮製本。紙カバー
  - 解説：高橋英夫「存在の一元性を凝視する」。宇野千代「あの梶井基次郎の笑ひ声」
  - 収録作品：「檸檬」「城のある町にて」「泥濘」「路上」「椽の花」「過古」「雪後」「ある心の風景」「Kの昇天」「冬の日」「蒼穹」「筧の話」「器楽的幻覚」「冬の蝿」「ある崖上の感情」「桜の樹の下には」「愛撫」「闇の絵巻」「交尾」「のんきな患者」「詩二つ」「小さき良心」「不幸」「卑怯者」「大蒜」「彷徨」「裸像を盗む男」「鼠」「カッフェー・ラーヴェン」「母親」「奎吉」「矛盾の様な真実」「瀬戸内海の夜」「帰宅前後」「太郎と街」「瀬山の話」「夕凪橋の狸」「貧しい生活より」「犬を売る露店」「冬の日」「汽車 その他」「凧」「河岸 一幕」「攀じ登る男 一幕」「栗鼠は篭にはいっている」「闇の書」「夕焼雲」「奇妙な手品師」「猫」「琴を持った乞食と舞踏人形」「海」「薬」「交尾」「雲」「籔熊亭」「温泉」
- 『梶井基次郎 1901-1932』〈ちくま日本文学全集024〉（ちくま文庫、1992年1月20日）  
  - 装幀：安野光雅。A6判。仮製本。紙カバー
  - 解説：群ようこ「五感の刺激」
  - 収録作品：「檸檬」「鼠」「栗鼠は籠にはいっている」「器楽的幻覚」「愛撫」「桜の樹の下には」「闇の絵巻」「交尾」「Kの昇天」「ある崖上の感情」「母親」「奎吉」「大蒜」「夕凪橋の狸」「城のある町にて」「泥濘」「路上」「橡の花」「過古」「雪後」「ある心の風景」「冬の日」「温泉抄」「蒼穹」「筧の話」「冬の蠅」「のんきな患者」「手紙より」
- 『梶井基次郎全集第1巻 作品・草稿』（筑摩書房、1999年11月） ISBN 978-4480704115
  - 装幀：中山銀士。題簽：梶井基次郎。A5変型判。函入
  - 収録作品：
    - 〔小説〕：「檸檬」「城のある町にて」「泥濘」「路上」「過古」「雪後」「ある心の風景」「Kの昇天」「冬の日」「桜の樹の下には」「器楽的幻覚」「筧の話」「蒼穹」「冬の蝿」「ある崖上の感情」「愛撫」「闇の絵巻」「交尾」「のんきな患者」
    - 〔批評・感想〕：「『新潮』十月新人号小説評」「『亞』の回想」「淺見淵君に就いて」「『戦旗』『文藝戦線』七月号創作評」「『青空』のことなど」「詩集『戦争』」「『親近』と『拒絶』」「講演会 其他」「編集後記（大正15年3月号）」「編集後記（大正15年4月号）」「青空同人印象記」「編集後記（大正15年9月号）」「『青空語』に寄せて」「編集後記（昭和2年1月号）」
    - 〔遺稿・習作・感想〕：「奎吉」「矛盾の樣な真実」「太郎と街」「橡の花――或る私信」「川端康成第四短篇集「心中」を主題とせるヴアリエイシヨン」
    - 〔作文、詩歌・戯曲草稿、断片〕：「秋の曙」「秘やかな楽しみ」「秋の日の下」「愛する少女達」「河岸（一幕）」「永劫回歸」「攀じ登る男（一幕）」「凱歌（一幕）」
    - 〔小説草稿、断片群、草稿〕：「小さき良心」「喧嘩」「鼠」「裸像を盗む男」「不幸」「帰宅前後」「卑怯者」「彷徨」「彷徨の一部発展」「大蒜―水滸伝」「母親」「矛盾の様な真実」「奎吉」「カッフェー・ラーヴェン」「瀬戸内海の夜」
- 『梶井基次郎』〈ちくま日本文学028〉（ちくま文庫、2008年11月10日） ISBN 978-4480425287
  - 装幀：安野光雅。A6判。仮製本。紙カバー
  - 解説：群ようこ「五感の刺激」
  - 収録作品：「檸檬」「鼠」「栗鼠は籠にはいっている」「器楽的幻覚」「愛撫」「桜の樹の下には」「闇の絵巻」「交尾」「Kの昇天」「ある崖上の感情」「母親」「奎吉」「大蒜」「夕凪橋の狸」「城のある町にて」「泥濘」「路上」「橡の花」「過古」「雪後」「ある心の風景」「冬の日」「温泉抄」「蒼穹」「筧の話」「冬の蠅」「のんきな患者」「手紙より」
  - ※1992年1月の〈ちくま日本文学全集024〉と同内容。

### アンソロジー
- 『存在の探求〈上〉――現代文学の発見 第7巻』（學藝書林、1967年11月15日。愛蔵版1976年4月。新装版2003年10月）
  - 装幀（函）：粟津潔。四六判。薄紙装。機械函
  - 編集：大岡昇平、平野謙、佐々木基一、埴谷雄高、花田清輝
  - 解説：高良留美子
  - 収録作品：梶井基次郎「桜の樹の下には」「闇の絵巻」、北条民雄「いのちの初夜」、中島敦「わが西遊記（「悟浄出世」「悟浄歎異」）、稲垣足穂「彌勒」、椎名麟三「深夜の酒宴」、埴谷雄高「死霊」、武田泰淳「ひかりごけ」、椎名麟三「スタヴローギンの現代性」、埴谷雄高「存在と非在とのっぺらぼう」「夢について」「可能性の作家」「不可能性の作家」、武田泰淳「滅亡について」
- 『心洗われる話――ちくま文学の森2』（筑摩書房、1988年5月30日）
  - 装幀：安野光雅。A5判。厚紙装。カバー
  - 編集：安野光雅、森毅、井上ひさし、池内紀
  - 付録：安野光雅「解説にかえて――花はさかりに月はくまなきをのみ見るものかは」
  - 収録作品：佐藤春夫「少年の日」、芥川龍之介「蜜柑」、有島武郎「碁石を呑んだ八っちゃん」、G・V・ルグロ「ファーブルとデュルイ」（訳：平野威馬雄）、O・ヘンリー「最後の一葉」（訳：大津栄一郎）、桂三木助演「芝浜」、太宰治「貧の意地」、モーパッサン「聖水授与者」（訳：河盛好蔵）、A・フランス「聖母の曲芸師」（訳：堀口大学）、シュニッツラー「盲目のジェロニモとその兄」（訳：山本有三）、モーム「獅子の皮」（訳：田中西二郎）、梶井基次郎「闇の絵巻」、野尻抱影「三つ星の頃」、中勘助「島守」、谷崎潤一郎「母を恋うる記」、宮沢賢治「二十六夜」、吉野せい「洟をたらした神」、樋口一葉「たけくらべ」、長谷川伸「瞼の母」、宮本常一「土佐源氏」
  - ※2010年9月8日にちくま文庫で再刊。
- 『短篇小説珠玉選――ことばの織物』（蒼丘書林、1990年3月15日）
  - B6判。厚クロス装。紙カバー
  - 編集：阿毛久芳、栗原敦、佐藤義雄、杉浦静、須田喜代次、松沢信祐
  - 収録作品：樋口一葉「わかれ道」、泉鏡花「処方秘箋」、国木田独歩「窮死」、永井荷風「深川の唄」、志賀直哉「剃刀」、森鷗外「佐橋甚五郎」、有島武郎「実験室」、芥川龍之介「きりしとほろ上人伝」、内田百閒「件」、葉山嘉樹「淫売婦」、横光利一「春は馬車に乗つて」、中野重治「春さきの風」、梶井基次郎「闇の絵巻」、井伏鱒二「丹下氏邸」、室生犀星「あにいもうと」、太宰治「ロマネスク」、岡本かの子「家霊」
- 『短編の愉楽2――近代小説のなかの異空間』（有精堂出版、1991年3月）
  - 編集：有精堂編集部。解説：柳沢孝子、森本穫、ほか
  - 収録作品：幸田露伴「縁外縁」、森鷗外「うたかたの記」、泉鏡花「竜潭譚」、夏目漱石「夢十夜」、永井荷風「狐」、内田百閒「冥途」、谷崎潤一郎「人魚の嘆き」、芥川龍之介「奉教人の死」、江戸川乱歩「押絵と旅する男」、梶井基次郎「闇の絵巻」、坂口安吾「風博士」、牧野信一「ゼーロン」、太宰治「魚服記」、萩原朔太郎「猫町」、井伏鱒二「へんろう宿」、中島敦「文字禍」、川端康成「弓浦市」
- 『大学で読む 現代の文学』（双文社出版、1991年6月12日）
  - A5判。仮製本。紙カバー
  - 編集：曾根博義、日高昭二、鈴木貞美
  - 収録作品：横光利一「頭ならびに腹」、川端康成「雨傘」、宮沢賢治「注文の多い料理店」、中野重治「夜明け前のさよなら」、江戸川乱歩「押絵と旅する男」、梶井基次郎「闇の絵巻」、堀辰雄「不器用な天使」、伊藤整「生物祭」、小林秀雄「故郷を失った文学」ほか
- 『夢÷幻視＝神秘――幻想・怪奇名作選』（ペンギンカンパニー・星雲社、1994年10月13日）
  - 装幀：田村三郎。B6判。厚紙装。カバー。口絵：ベルナルド・バレンチノ「聖アントワーヌの誘惑」
  - 編集：ポチ。付録：ポチ「はじめに」「編集後記」
  - 収録作品：倉橋由美子「宇宙人」、村上春樹「図書館奇譚」、連城三紀彦「忘れ草」、津島佑子「不思議な少年」、夢枕獏「深山幻想譚」、島尾敏雄「月暈」、澁澤龍彦「夢」、芥川龍之介「魔術」、三津木春影「夢」、梶井基次郎「闇の絵巻」、富ノ沢麟太郎「ムハメットと煙草」、郡虎彦「松山一家」、ネルヴァル「オーレリア」（訳：稲生永）
- 『百年小説』（ポプラ社、2008年12月11日）
  - 編集：ポプラクリエイティブネットワーク
  - 別冊付録：秋山稔「『百年小説』の愉しみ―文壇と作品誕生の物語―」（初回配本特典）
  - 収録作品：森鷗外「杯」、夏目漱石「夢十夜」、幸田露伴「一口剣」、尾崎紅葉「拈華微笑」、徳富蘆花「吾家の富」、国木田独歩「武蔵野」、徳田秋声「風呂桶」、島崎藤村「伸び支度」、樋口一葉「わかれ道」、岡本綺堂「修禅寺物語」、岩野泡鳴「猫八」、泉鏡花「外科室」、近松秋江「青草」、有島武郎「小さき者へ」、正宗白鳥「死者生者」、永井荷風「勲章」、志賀直哉「真鶴」、加能作次郎「恭三の父」、武者小路実篤「久米仙人」、中勘助「妹の死」、谷崎潤一郎「刺青」、里見弴「椿」、岡本かの子「鮨」、内田百閒「サラサーテの盤」、室生犀星「生涯の垣根」、久米正雄「虎」、芥川龍之介「お富の貞操」、佐藤春夫「窓展く」、藤森成吉「雲雀」、葉山嘉樹「山の幸」、江戸川乱歩「押絵と旅する男」、松永延造「アリア人の孤独」、牧野信一「ゼーロン」、井伏鱒二「へんろう宿」、横光利一「機械」、黒島伝治「渦巻ける烏の群」、石川淳「焼跡のイエス」、川端康成「バッタと鈴虫」、尾崎一雄「暢気眼鏡」、中山義秀「秋風」、由起しげ子「告別」、梶井基次郎「闇の絵巻」、上林暁「散歩者」、林芙美子「幸福の彼方」、木山捷平「うけとり」、永井龍男「小美術館で」、堀辰雄「聖家族」、原民喜「心願の国」、坂口安吾「波子」、中島敦「山月記」、太宰治「富嶽百景」
- 『日本近代短篇小説選 昭和篇1』（岩波文庫、2012年8月18日）
  - 編集：紅野敏郎、千葉俊二、宗像和重、山田俊治
  - 収録作品：平林たい子「施療室にて」、井伏鱒二「鯉」、佐多稲子「キャラメル工場から」、堀辰雄「死の素描」、横光利一「機械」、梶井基次郎「闇の絵巻」、牧野信一「ゼーロン」、小林多喜二「母たち」、伊藤整「生物祭」、室生犀星「あにいもうと」、北条民雄「いのちの初夜」、宮本百合子「築地河岸」、高見順「虚実」、岡本かの子「家霊」、太宰治「待つ」、中島敦「文字禍」
- 『ちくま小説入門――高校生のための近現代文学ベーシック』（筑摩書房、2012年11月。改訂版2022年10月）
  - 編集：紅野謙介、清水良典
  - 収録作品：星新一「ボッコちゃん」、角田光代「ふたり」、中島敦「狐憑」、国木田独歩「忘れえぬ人々」、吉行淳之介「子供の領分」、吉本ばなな「満月」、石川淳「乞食王子」、ポー「黒猫」（訳：河野一郎）、中勘助「銀の匙」、竹西寛子「木になった魚」、梶井基次郎「闇の絵巻」、小川洋子「ひよこトラック」、半村良「簞笥」、小池昌代「どよどよ」、織田作之助「人情噺」、横光利一「蠅」、林芙美子「裸になって」、村上春樹「四月のある晴れた朝に100パーセントの女の子に出会うことについて」、志賀直哉「濠端の住まい」、レイ・ブラッドベリ「四月の魔女」（訳：小笠原豊樹）